# Traité de Turin (1754)
Pour les articles homonymes, voir Traité de Turin.
Le traité de Turin de 1754 est un traité conclu le 3 juin 1754 à Turin entre la république de Genève et le royaume de Sardaigne, qui possédait à l'époque le duché de Savoie, pour normaliser les relations entre les deux États et fixer leurs limites communes.

## Contexte
Les possessions de Genève hors la cité étaient émiettées et pour la plupart enclavées en territoire savoyard, ce qui avait pour effet de provoquer de nombreux différends entre les deux États. Afin de résoudre ce problème grâce à des cessions réciproques de territoire, des négociations sont engagés entre la république de Genève et le royaume de Sardaigne en 1739 ; interrompues par la guerre de succession d'Autriche (1740-1748), elles aboutissent à la signature d'un traité en 1754.

## Conséquences du traité
Genève cède à la Savoie les territoires de Carouge, Veyrier, Bossey, Landecy (hameau de Bardonnex), Onex, Lancy, Avusy, Villette (hameau de Thônex) et Presinge ; en échange, Genève reçoit en pleine souveraineté les territoires de  Cartigny, La Petite Grave (annexe de Cartigny), Epeisses (hameau d'Avully), Grange-Canal (hameau de Chêne-Bougeries), Vandœuvres, La Belotte (hameau de Cologny) et Gy. Genève, qui cède de la sorte 6 973 poses de terre pour n'en récupérer que 5 357, doit en outre verser 50 000 écus à la Sardaigne.
Les habitants des territoires échangés pratiquaient des religions différentes, à savoir majoritairement la religion réformée à Genève et la religion catholique en Savoie. De ce fait, les habitants de territoires ayant fait l'objet de l'échange sont autorisés à conserver leur religion pendant vingt-cinq ans ; à l'issue de ce délai, ils ont la possibilité de garder la propriété de leurs terres à condition d'en confier la culture à des personnes pratiquant la religion permise par l'État où se situent ces propriétés.